# إيلان قرة عليا
إيلان‌ قرة عليا هي قرية في مقاطعة ماكو، إيران. عدد سكان هذه القرية هو 55 في سنة 2006.